# لینا اندرشون
لینا اندرشون (انگلیسی: Lina Andersson؛ زادهٔ ۱۸ مارس ۱۹۸۱) اسکی‌باز صحرانوردی اهل سوئد است.